# جي. بيلمونت ودسون
جي. بيلمونت ودسون هو سياسي أمريكي، ولد في 4 يناير 1872 في Lowesville, Virginia ‏ في الولايات المتحدة، وتوفي في 7 يوليو 1963 في فرجينيا في الولايات المتحدة. نشط حزبياً في الحزب الديمقراطي. وقد انتخب عضو مجلس ولاية فرجينيا ‏.